# Václav Jirsa
Václav Jirsa (* 5. listopad 1938) je český fotograf a fotožurnalista, zabývá se především sportovní fotografií. Dále jsou významné jeho fotografie z hudebního prostředí (festival Pražské jaro) a fotografie Prahy. V letech 1964-1988 byl fotografem deníku Večerní Praha. V roce 1989 přešel do redakce deníku Právo.

## Život
Civilním povoláním byl konstruktér. Ve fotografii byl samouk, zásadně jej ovlivnil Antonín Bahenský. Po několikaměsíční externí spolupráci s deníkem Večerní Praha se v roce 1964 stal fotografem této redakce. V roce 1989 přešel do redakce Rudého práva, deníku ÚV KSČ, který byl po roce 1991 transformován na soukromý levicově orientovaný deník a přejmenován na Právo.

## Významné fotografie a reportáže
- od roku 1967 - výstavba pražského metra
- 1972 Kritické vteříny, Velká pardubická - Taxislv příkop.
- 1974 Pražské jaro[1]

## Ocenění díla
V roce 1970 byla na mezinárodní soutěži žurnalistické fotografie Interpress Photo oceněna jeho fotografie Konec naděje.
V roce 1973 dostala jeho reportáž Kritické vteříny z Velké pardubické druhou cenu na soutěži World Press Photo v kategorii fotografická série.
V roce 1996 byly v soutěži Czech Press Photo oceněny jeho snímky z letních olympijských her v Atlantě.
V roce 2005 obdržel hlavní cenu 11. ročníku soutěže Czech Press Photo - Křišťálové oko - za fotografii německého cyklisty Ericha Winklera z paralympiády v Aténách. Současně obdržel druhou cenu za reportáž z těchto her.